# Koffertmordet i Göteborg
Koffertmordet i Göteborg var ett styckmord på Margareta af Forselles, i Göteborg i juli 1969. Hon föddes 27 februari 1932 i Ringarum och hennes fullständiga namn var Gunhild Valborg Margareta af Forselles, född  Fredriksson. Hon var från 1968 fjärde fru till den finländske Bengt af Forselles. Hennes styckade kropp påträffades den 7 augusti 1969 i en resväska ("koffert") flytande på havet vid Gåsö, i närheten av Grundsund i Lysekils kommun.

## Försvinnandet
Margareta af Forselles och hennes man var båda alkoholiserade och arbetslösa, och hon tvingades ibland ut i prostitution för makarnas uppehälle. Den 6 juli hade hon försvunnit från biljardsalongen Sjöboden på Andra Långgatan i Göteborg för att ta en nypa luft. Paret skulle därefter träffas på en pub i närheten. Den 10 juli anmälde maken henne som försvunnen. 

## De först misstänkta
Nästan en månad efter försvinnandet hittades en rutig firmaväska från ett flygbolag med kroppsdelar ute i vattnet utanför Bohuslän. 
Två finländare misstänktes inledningsvis, och häktades men frigavs efter fem veckor då det visade sig att de var oskyldiga. Därefter avtog tipsen till polisen drastiskt.
De misstänkta hängdes ut i pressen med namn och bilder, och erhöll snabbt smeknamnen "Grisen" och "Ärransiktet", något som gav de finska invandrarna i Sverige ett dåligt renommé. Publiceringarna anmäldes till Pressens opinionsnämnd, och så småningom prickades Göteborgs-Tidningen för att "allvarligt åsidosatt reglerna för god pressetik" samt Göteborgs-Posten för att ha "avvikit från god publicistisk sed".

## Läkare misstänkt
Ett par år senare, den 11 augusti 1971, kom ett tips om en 35-årig Göteborgsläkare,  som brukade plocka upp prostituerade. Dessutom tillhörde han en gammal Gåsösläkt. Inga namn eller bilder publicerades. Han hade emellertid hittats död i april månad 1971 på sin mottagning i en överdos av alkohol och tabletter. Den 12 augusti gjorde man nya likfynd i Gåsötrakten. Dessutom berättade föräldrarna till läkaren att sonen hade kommit upp till Gåsö från Göteborg med två koffertar, fyra dagar efter Margareta af Forselles försvinnande. Därefter hade han seglat iväg med dem för att sedan återvända tomhänt. Föräldrarna misstänkte att sonen varit inblandad i mordet och uppmanade honom att kontakta polisen redan efter det makabra fyndet i augusti 1969. Flera vittnen i läkarens omgivning hördes. Det visade sig att en läkarkollega från Stockholm varit på besök natten mellan den 6 och 7 juli 1969. af Forselles hade enligt vittnesmål befunnit sig i Göteborgsläkarens lägenhet och då blivit mördad. Senare hade läkaren telefonledes upplyst om att han styckat liket i badkaret. Även läkarens bortresta hustru vittnade om att hennes make sagt att han hade haft en död kvinna hos sig. Läkarens svåger menade emellertid att det var kollegan som hade dödat kvinnan.[källa behövs] Förundersökningen lades ned den 28 januari 1972. Fallet var polisiärt avslutat trots att oklarheter råder om vad som hände natten mellan den 6 och 7 juli 1969.